# Собчаково (Спасский район)
Собчаково — село Спасского района Рязанской области, административный центр Собчаковского сельского поселения.

## География
Село расположено в 18 км на запад от районного центра города Спасск-Рязанский.

## История
Собчаково в качестве деревни принадлежащей к Никольской церкви в селе Можарове, упоминается в окладных книгах 1676 года. Время построения деревянной церкви в селе относится к первой половине XVIII века. С 1885 года в селе существовала церковно-приходская школа. 
В XIX — начале XX века село входило в состав Троицкой волости Спасского уезда Рязанской губернии. В 1906 году в селе было 206 дворов.
С 1929 года село являлось центром Собчаковского сельсовета Спасского района Рязанского округа Московской области, с 1937 года — в составе Рязанской области, с 2005 года — центр Собчаковского сельского поселения.
До 2011 года в селе действовала Собчаковская основная общеобразовательная школа.

## Население
| 1859 | 1897  | 1906  | 2010 |
| ---- | ----- | ----- | ---- |
| 857  | ↗1056 | ↗1280 | ↘538 |

## Инфраструктура
В селе имеются дом культуры, отделение почтовой связи.